# Live from London (альбом Duran Duran)
Live From London — другий живий альбом англійської групи Duran Duran, який вийшов 25 жовтня 2005 року.

## Композиції
1. (Reach Up for The) Sunrise
2. Hungry Like the Wolf
3. Is There Something I Should Know?
4. Union of the Snake
5. Come Undone
6. A View to a Kill
7. What Happens Tomorrow
8. The Chauffeur
9. Planet Earth
10. I Don't Want Your Love
11. New Religion
12. Ordinary World
13. Night Boat
14. Save a Prayer
15. Notorious
16. The Reflex
17. Careless Memories
18. The Wild Boys
19. Girls on Film
20. Rio

## Учасники запису
- Саймон Ле Бон — вокал
- Нік Роудс — клавішні
- Джон Тейлор — бас-гітара
- Роджер Тейлор — ударні
- Енді Тейлор — гітара